# Adriana Budevska
Adriana Budevska (Bulgaars: Адриана Будевска; Dobritsj, 13 december 1878 - Sofia, 9 december 1955) was een Bulgaars actrice en een van de grondleggers van het moderne Bulgaarse theater.

## Biografie
Adriana Budevska werd in 1878 geboren in de havenstad Dobritsj aan de Zwarte Zee en voltooide de middelbare school in Varna. In 1895 werd ze door het Bulgaarse Ministerie van Cultuur geselecteerd als beursstudent aan het Russische Malytheater in Moskou. 
Na vier jaar training keerde Budevska in 1899 terug naar Bulgarije en debuteerde in het theater "Salsa i Smjach" in Sofia met de rol van Wassilissa Melentiewa in het gelijknamige toneelstuk van de Russische toneelschrijver Aleksandr Ostrovski. Tussen 1906 en 1926 speelde Budevska in het nationale theater "Iwan Wasow". Daar leerde ze acteur Christo Gantsjev kennen en trouwde met hem. 
Budevska werd in 1926 ontslagen en emigreerde in 1937 naar haar zoon in Zuid-Amerika. Ze keerde pas in 1948 terug na het einde van het tsaristische regime en de oprichting van de Volksrepubliek Bulgarije. Begin 1949 werd in het hele land haar 70e verjaardag gevierd.
Andriana Budevska stierf op 9 december 1955 in de Bulgaarse hoofdstad Sofia. Het toneeltheater in Burgas draagt haar naam.

## Varia
In 1991 werd een inslagkrater op de planeet Venus naar haar vernoemd.
- International Standard Name Identifier: 0000 0004 9600 2288
- Library of Congress Control Number: n2019040450
- Virtual International Authority File: 6323151778228618130001
- WorldCat: E39PBJyWPhwHW8WY3CpmMF9JjC